# Dubiaranea habilis
Dubiaranea habilis là một loài nhện trong họ Linyphiidae. Loài này được phát hiện ở Ecuador.